# Nduba
Nduba (Kinyarwanda Umurenge wa Nduba) ist einer von 15 Sektoren im Distrikt Gasabo in der Hauptstadt Kigali in Ruanda.

## Geographie
Nduba hat eine Fläche von 46,5 km². Der Sektor unterteilt sich in die sieben Zellen Butare, Gasanze, Gasura, Gatunga, Muremure, Sha und Shango. Der Verwaltungssitz befindet sich zentral in Muremure. Nachbarsektoren von Nduba sind im Norden Ntarabana, im Nordosten Rutunga, im Osten Bumbogo, im Süden Kinyinya, im Westen Jabana und im Nordwesten Masoro. Die Nord- und Westgrenze des Sektors bildet der Nyabugogo, ein Zufluss des Nyabarongo.

## Bevölkerung
Nach der Volkszählung von 2022 betrug die Einwohnerzahl 68.424 Einwohner und die Einwohnerdichte 1470 Einwohner pro km². Zehn Jahre zuvor waren es 25.370 Einwohner, was einer jährlichen Bevölkerungszunahme von 10 Prozent zwischen 2012 und 2022 entspricht.

## Wirtschaft und Verkehr
In den Zellen Butare und Shango gibt es jeweils einen offiziell ausgewiesenen Markt. In Muremure befindet sich die Nduba-Mülldeponie. Aufgrund einer geplanten Ausweitung wurden Umsiedlungen von Anwohnern und Entschädigungszahlungen angekündigt.
Direkt außerhalb der Westgrenze des Sektors am Fluss Nyabugogo verläuft parallel die Nationalstraße 3. Von dieser geht eine Stand 2022 nicht asphaltierte District Road ab, die zunächst Richtung Südosten und anschließend Richtung Norden durch den Osten des Sektors führt.